# Генріх-Дітріх Гоффманн
Генріх-Дітріх Гоффманн (нім. Heinrich-Dietrich Hoffmann; 19 серпня 1921, Вільгельмсгафен — ?) — німецький офіцер-підводник, оберлейтенант-цур-зее крігсмаріне.

## Біографія
23 вересня 1940 року вступив на флот. З жовтня 1941 по березень 1942 року пройшов практику вахтового офіцера на підводному човні U-86. В березні-жовтні 1942 року пройшов курси підводника і вахтового офіцера. З жовтня 1942 року — додатковий вахтовий офіцер на U-711, з лютого 1943 року — вахтовий офіцер на U-238, з березня 1943 року — 2-й вахтовий офіцер на U-957. В лютому-вересні 1944 року служив на навчальному торпедному кораблі «Гуго Цеє». У вересні-листопаді пройшов курс командира човна. З 7 листопада 1944 по 5 травня 1945 року — командир U-141.

## Звання
- Кандидат в офіцери (23 вересня 1940)
- Морський кадет (1940)
- Фенріх-цур-зее (1 серпня 1941)
- Оберфенріх-цур-зее (1 липня 1942)
- Лейтенант-цур-зее (1 січня 1943)
- Оберлейтенант-цур-зее (1 жовтня 1944)